# Château de Boëlhe

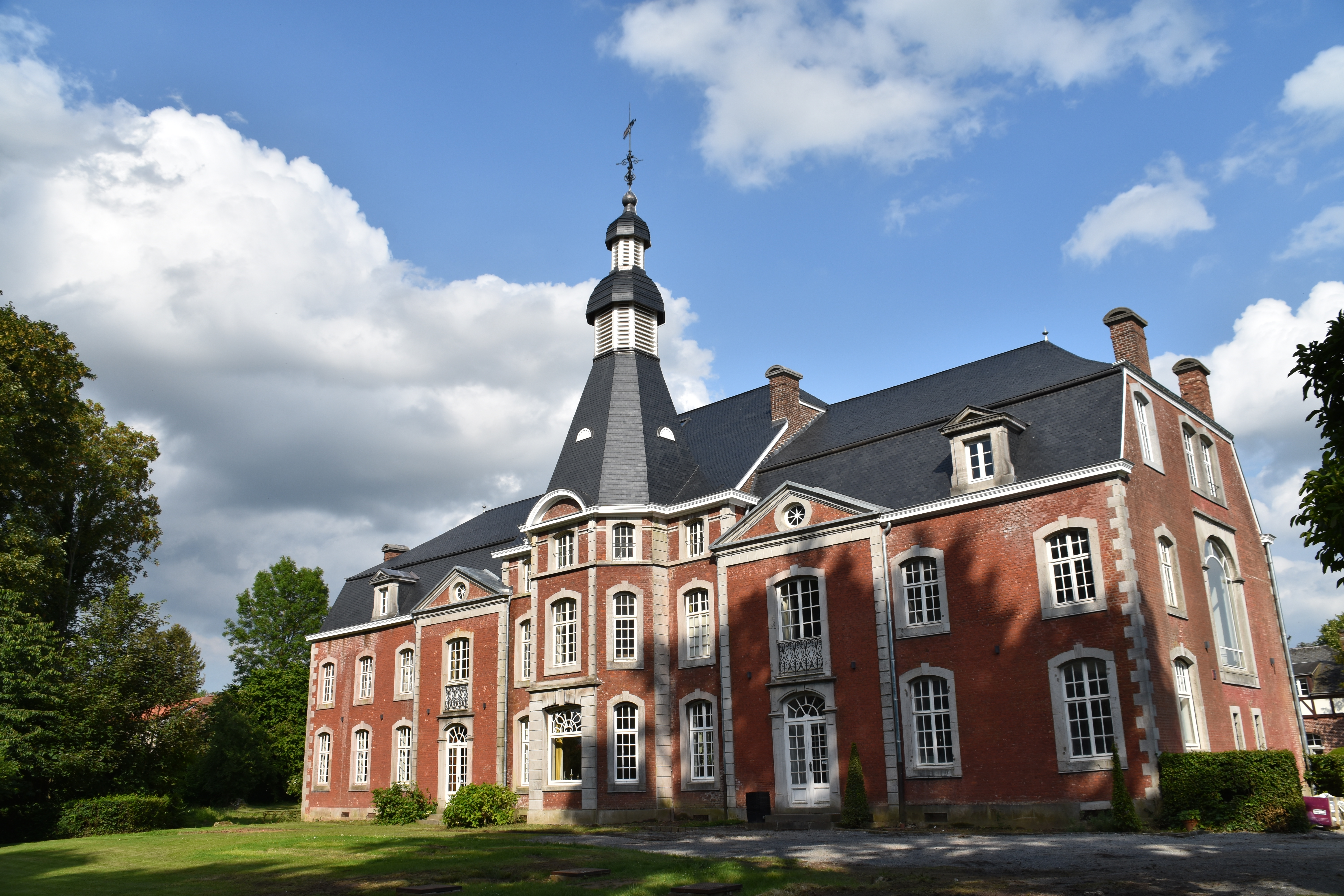
Château de Boëlhe (façade ouest)

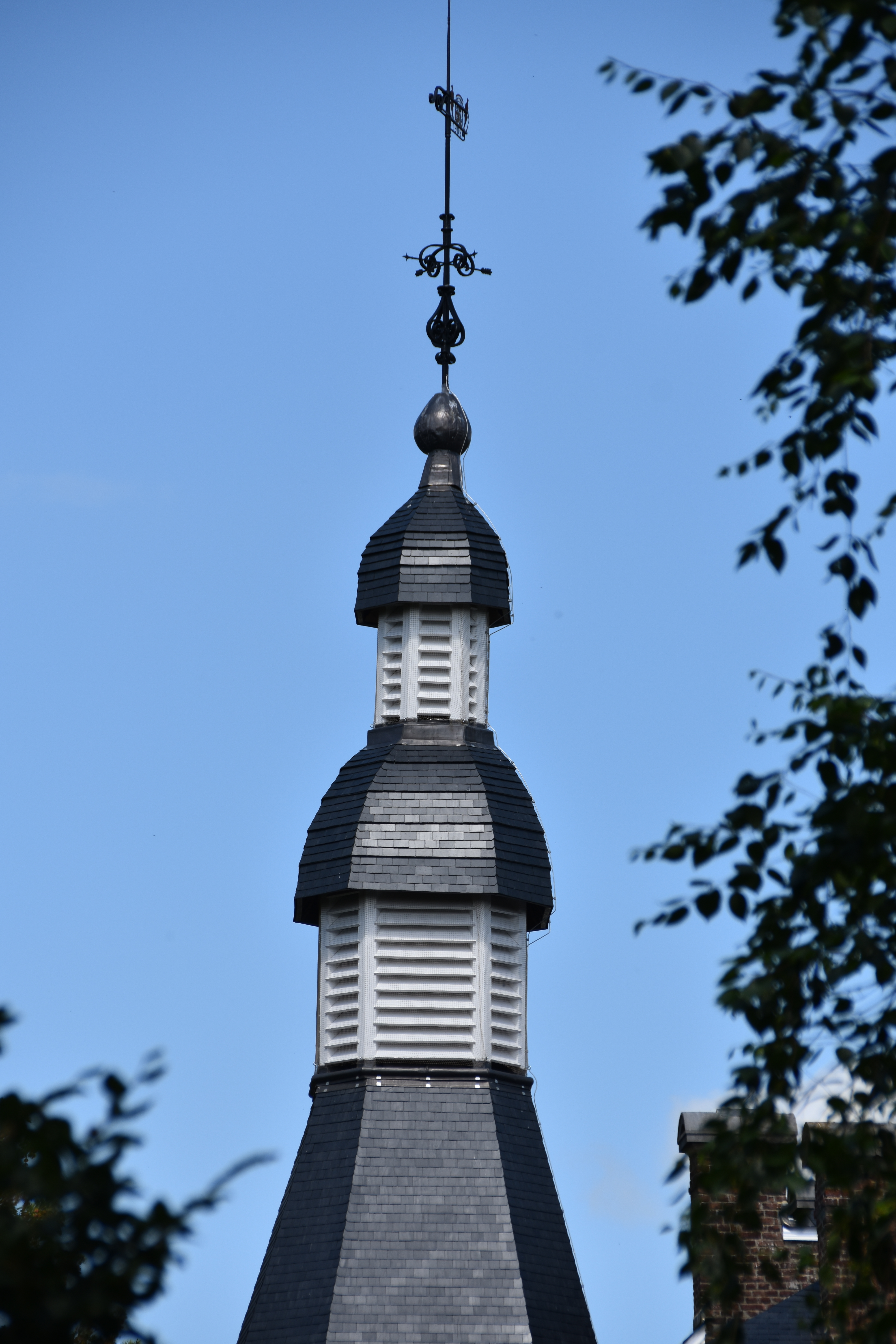

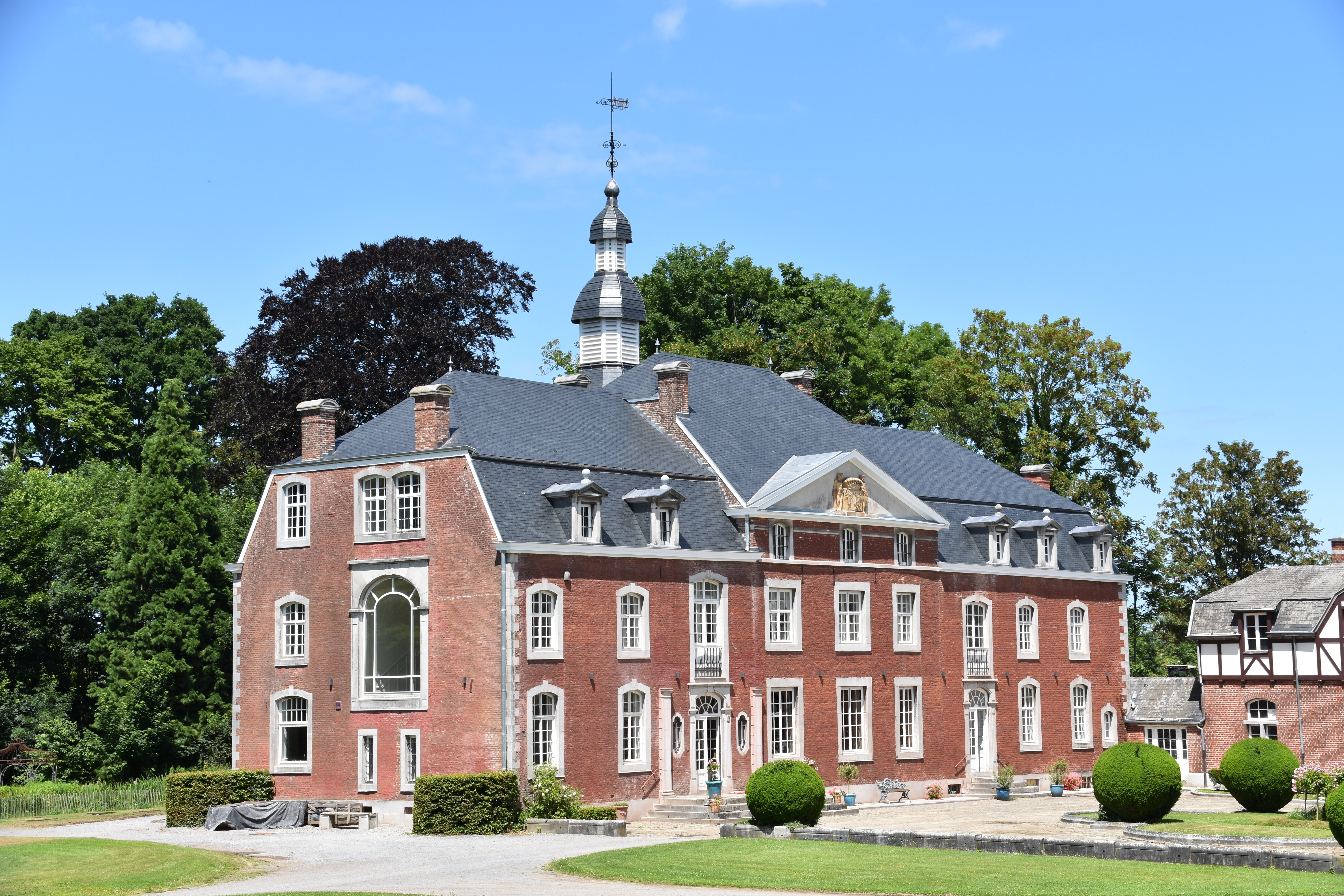

Le château de Boëlhe est un château situé à Boëlhe sur la commune de Geer en Belgique.

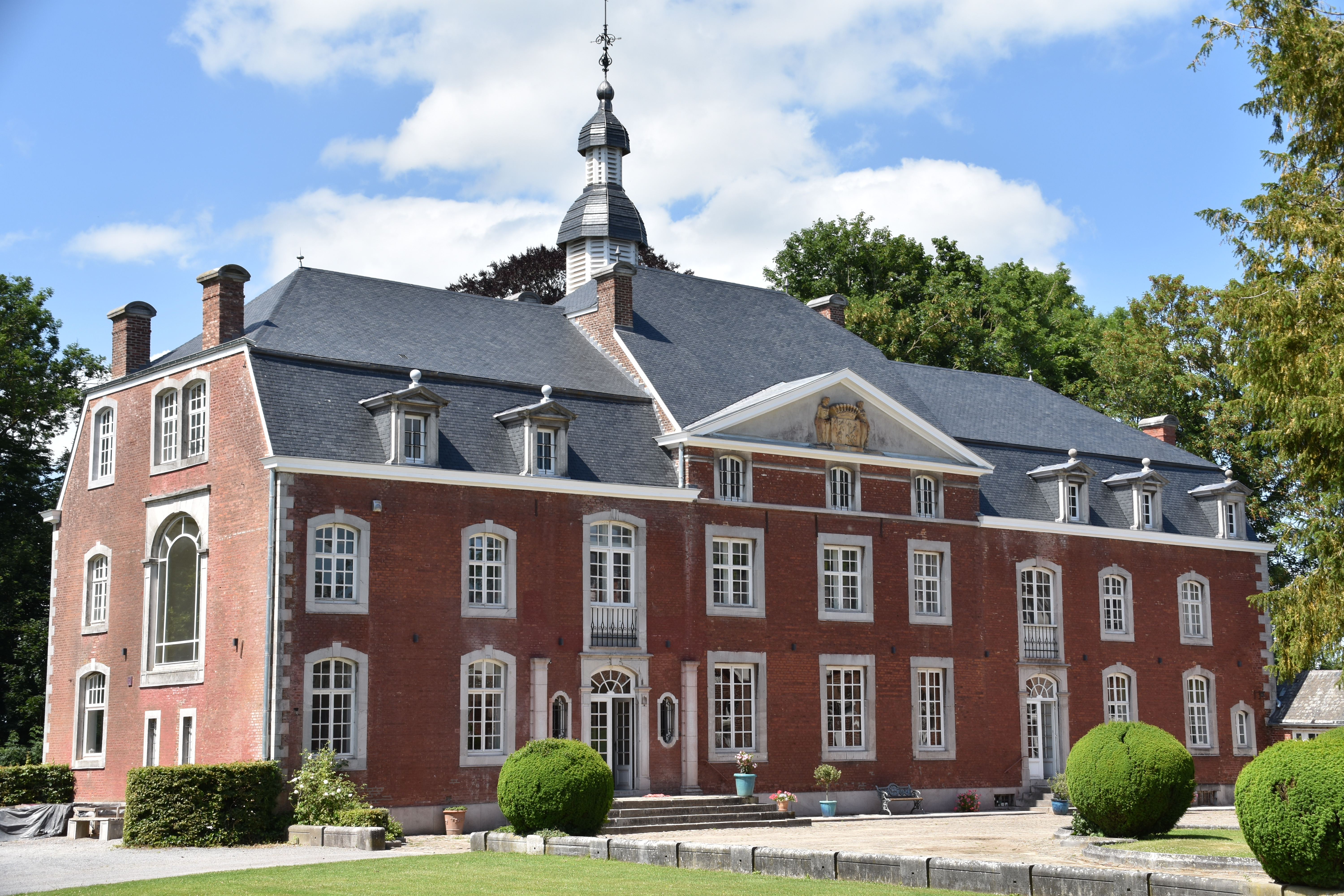

## Histoire
Boëlhe est un village ceinturé d'arbres et concentré autour de son église Saint-Lambert, construite en 1764 sur une butte, et de son château, doté d'une jolie façade et entouré d'un parc classé, modernisé vers 1779 (c'est de cette époque que date la série des toiles peintes formant tapisserie du salon), puis vers 1910 (remaniement du corps central et construction de dépendances de style normand).
La partie du parc du château surplombant la rue qui part vers la Belle-Vue a constitué une butte fortifiée. Des Gallo-Romains ont cultivé les terres aux alentours et construit des villas, dont celle de Villereau.
Les Francs occupèrent la région du Ve au VIIIe siècle, chassèrent les Gallo-Romains et construisirent un domaine légèrement à l’est de l’emplacement actuel du château.
Des fouilles révélèrent les traces d’imposants bâtiments (dans le parc actuel du château et à l’est de l’église), qui furent habités par des seigneurs de l’époque féodale. La seigneurie a dû appartenir à un établissement religieux, car elle eut un avoué (un personnage choisi pour protéger une localité, une église, jouissant en retour de certains droits seigneuriaux).
Arnould de Harduemont, seigneur de Haultepenne, était avoué de Boëlhe en 1363. Lambert de Harduemont ou de Haultepenne mourut en 1406. Son fils Godefroid de Haultepenne, armé chevalier du Saint-Sépulcre, revint de Jérusalem le 10 mai 1441 et mourut en 1451 sans héritier mâle.
La seigneurie de Boëlhe passa à sa fille Catherine, qui avait épousé Jehan de Seraing. Jehan et Catherine seront dès lors seigneurs de Boëlhe, de Darion, de Hollogne et du Manil. Jehan de Seraing fut bourgmestre de Liège le 25 juillet 1444. Il négocia une trêve avec Philippe le Bon lors du conflit qui opposa Liège et le duc Philippe le Bon.
Le fils de Jehan, Gilbert de Seraing, hérita de la seigneurie le 8 mai 1472, épousa Marguerite de Grimbergen. Gilbert de Seraing eut une fille Apolinne (épouse d’Adam de Guygoven, seigneur de Gorsum) et un fils Adam-François.
Adam-François de Seraing, époux de Françoise d’Ohey, accepta l’héritage le 2 octobre 1525. Il mourut en 1555, laissant une fille Anne (épouse de damoiseau Jehan de Longehin) et un fils Godefroid.
Godefroid de Seraing, époux de Marguerite de Joncis, engagea sa cense d’Ohey à Antoine de Stradiet. Il eut comme successeur son fils Jehan. Une liasse d’actes atteste le remboursement d’une créance inscrite sur le château actuel, créance de quelques mesures de froment due à partir de l’an 1580 par Johan de Boëlhe et sa femme Anne au couvent Sainte-Claire à Liège, où leur fille était religieuse.
Jehan de Seraing, époux d’Ernestine d’Ans, fut assassiné le 16 juin 1624, à l’âge de 38 ans, par Wathieu de Beaurieu, seigneur de Villereau. De son mariage naquirent deux fils et six filles. Sa veuve mourut en 1671.
Godefroid de Seraing, son fils, baron de Hollogne, épousa Hélène Isabelle de Ponty. Ils moururent respectivement en 1676 et 1693. Godefroid s’engagea avec huit autres nobles dans le parti des Lorrains opposé au prince-évêque Ferdinand de Bavière. Il se ligua avec Charles, duc de Lorraine, en 1650. Dans la suite, il fera acte de soumission. Leur fille Anne épousa Gérard de Grimont, seigneur de Trognée. Leur fils Jean-Englebert épousa le 11 septembre 1663 Claude Marguerite de Raville et mourut avant son père.
Ernest-Dominique de Seraing, fils de Jean-Englebert, héritier officiel de la seigneurie le 28 janvier 1694, mourut le 29 octobre 1700. Son épouse Odile de la Brique, décédée le 14 avril 1753, donna la terre de Boëlhe et de Hollogne à son neveu François-Alexandre.
François-Alexandre de Seraing, baron de Hollogne, fils d’Alexandre et de Marie Roland, épousa Antoinette Théod. de Kessel puis, en secondes noces, Marie-Elisabeth Josèphe de Senzeille, baronne de Soumagne. François-Alexandre mourut en 1773, à l’âge de 76 ans, laissant 11 enfants, dont Arnold-François-Joseph et Pierre-Mathieu-Joseph.
Pierre-Mathieu-Joseph, époux de Louise-Albertine-Josèphe de Bouchel, succéda d’abord à son père. Ils n’eurent qu’une fille Louise-Françoise-Joséphine, née en 1775, épouse du baron Charles-François de Stockem, dit de Heers, décédée à Liège le 22 mars 1800.
En 1786-1787, le bailli Guillaume Thone acquit la propriété du château aux frères Baulliaux et en fit une restauration. Le bailli était l’officier de justice qui remplaçait le seigneur dans l’exercice de ses droits et qui rendait la justice en son nom. Il y avait à Boëlhe une cour de justice dépendant de celle des échevins de Liège.
Vers 1806, alors que l’instruction commence à s’organiser dans les campagnes et où moins de 15 % de la population sait lire et écrire, Boëlhe atteint le pourcentage extraordinairement haut pour l’époque de 59 % de lettrés. À ce moment, le conseil communal de Boëlhe est constitué de 5 cultivateurs, d’un artiste-vétérinaire, d’un tisserand, d’un maçon, d’un charpentier et d’un maréchal ferrant.
Le château passa par héritage du bailli Guillaume Thone aux Gosin et aux Boux, puis par mariage aux Creeft. En 1890, le chevalier de Creeft, grand-père du comte Roger de Meeûs d’Argenteuil, prend possession du domaine par héritage d'oncle à neveu. En 1910, il construit les dépendances et restaure la demeure principale.
Au cours des deux guerres, le château connut sept occupations: quatre durant la Première Guerre mondiale (allemande en 1914, autrichienne pendant les années de guerre, allemande à la retraite en 1918, et française de chasseurs alpins après l’armistice) et trois durant la Seconde Guerre mondiale (Allemands en 1940, SS allemands en 1944, et soldats américains de décembre 1944 à janvier 1945).
En 1914, le château de Boëlhe est occupé par les soldats allemands. Un soir, un soldat allemand caserné dans une maison voisine est abattu car il rentre ivre et n’entend pas les appels de la sentinelle qui ne le reconnait pas.
Le commandant Francis de Meeûs tomba au champ d’honneur le 19 octobre 1918, lors de la charge de Burkel.
Le comte Roger de Meeûs d’Argenteuil décède en 1999 et le château est acquis peu après par la société Evolution Change Management qui y organise des présentations et des séminaires.  
Aujourd’hui le château a été racheté et est en restauration sous la houlette de Patricia Veranneman de Watervliet, graduée en architecture, conductrice de travaux, et propriétaire des lieux avec son mari Baudouin Lamine, fonctionnaire international retraité. Cette restauration est presque une tradition familiale: dans les années 1970, le père de la propriétaire, Raymond Veranneman de Watervliet, avait restauré un château à Wodémont dans le Pays de Herve. La restauration de la toiture et du clocheton du château de Boëlhe est aujourd'hui terminée. Une baie supplémentaire, ceinturée de pierre bleue calcaire, équilibre aujourd'hui le pignon sud du bâtiment et en accentue la verticalité. Celle-ci est par ailleurs soulignée par le clocheton aux ventelles repeintes en blanc et des épis de pierre bleue sphériques replacés sur les lucarnes du côté est. 
Des compétitions de Mölkky st organisées au château chaque année en septembre. Le vainqueur en 2020 était Monsieur Sébastien Dresse, suivi de près par Monsieur Thomas Pirenne, pourtant premier au classement belge de Mölkky.

## Galerie

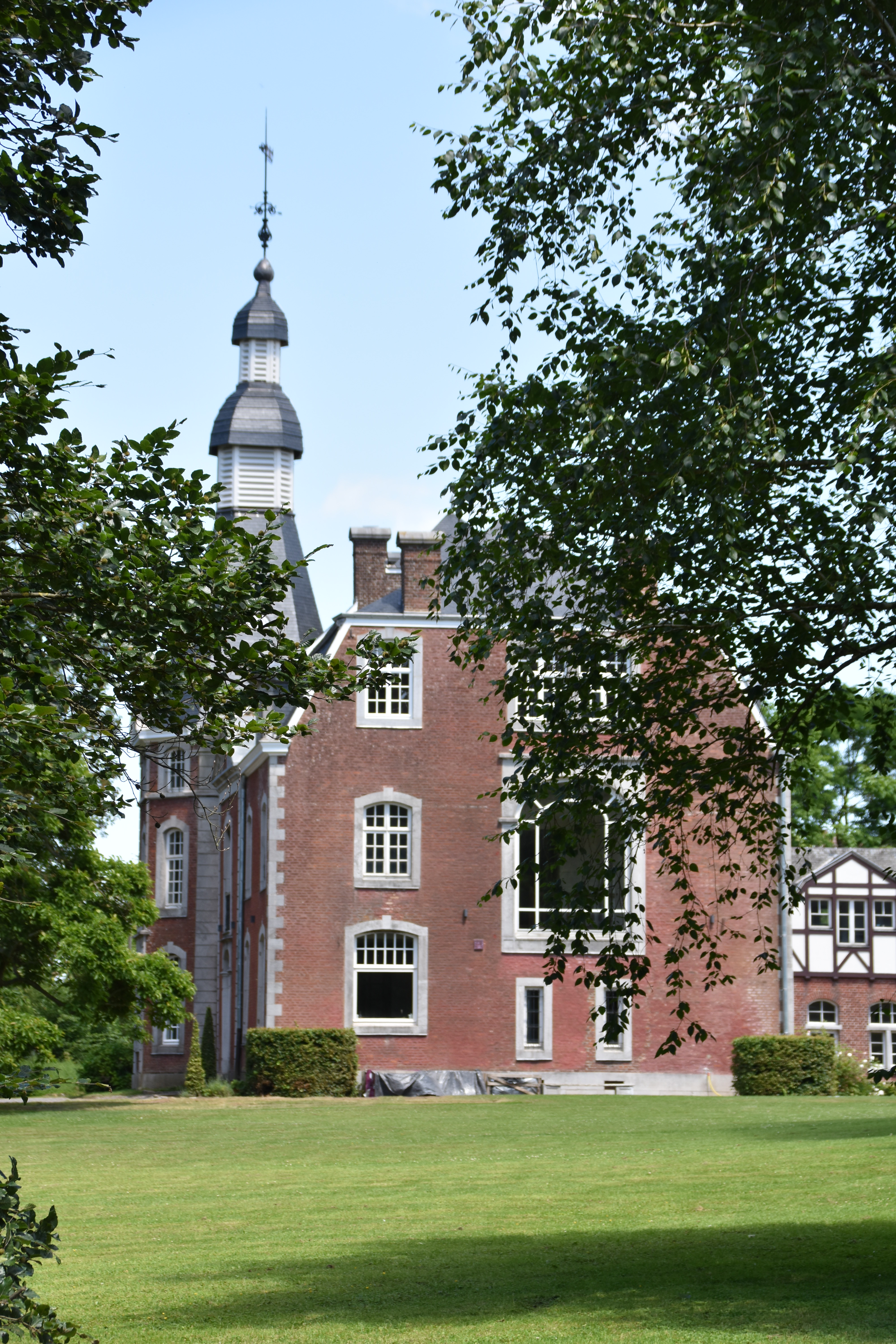

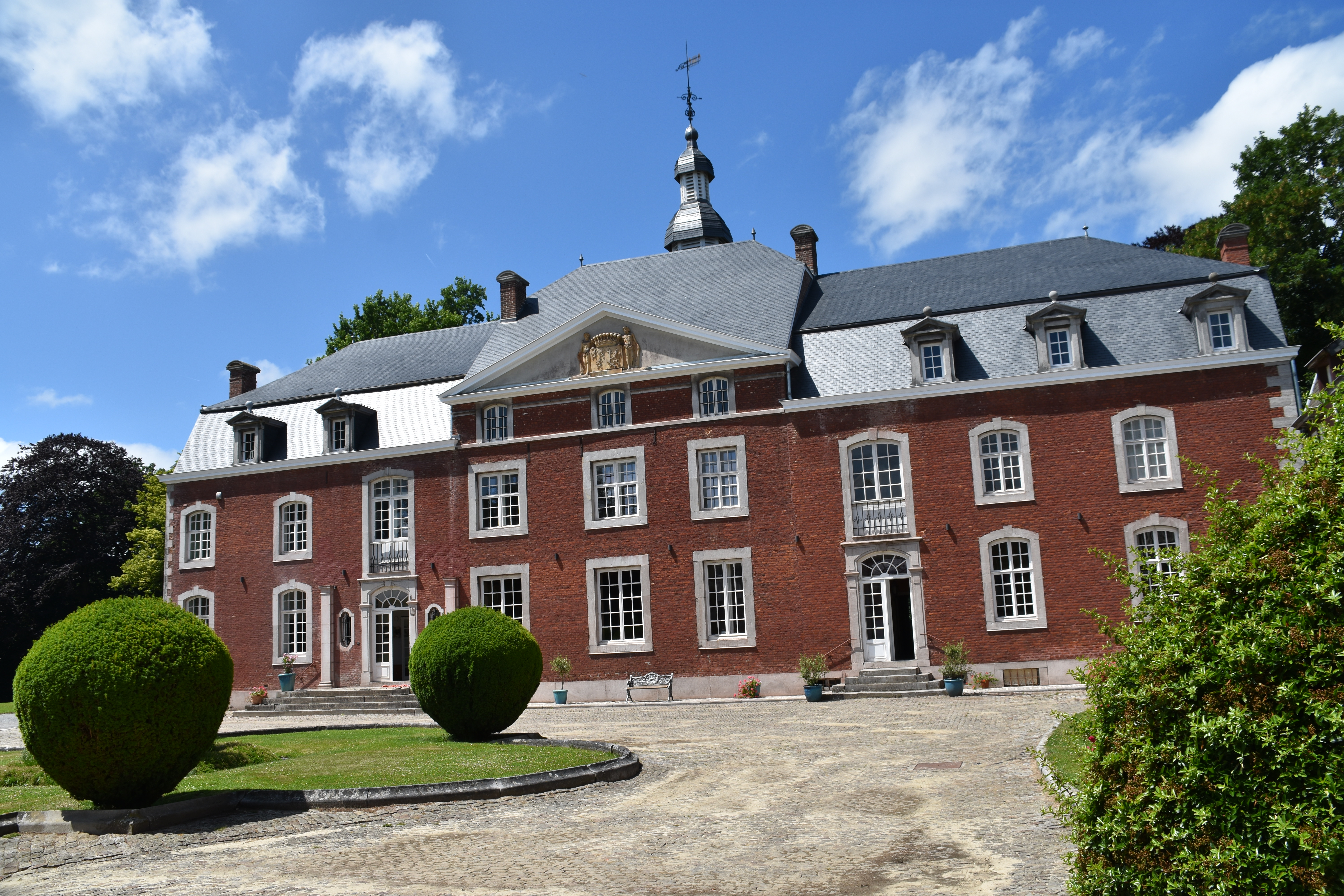
Vue de la façade "est" après restauration de la toiture

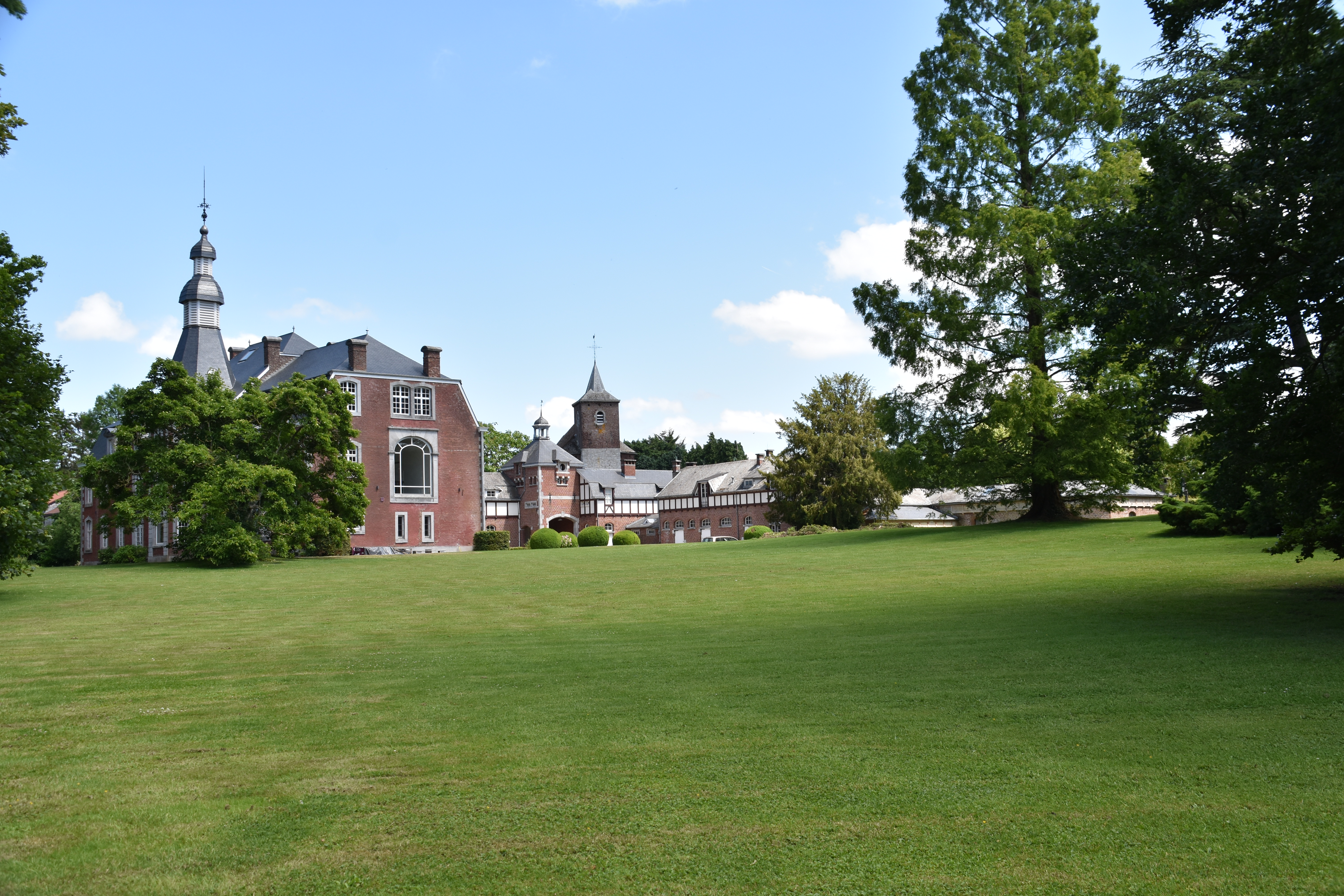
Vue d'ensemble de la propriété du château de Boëlhe